# Kindertag

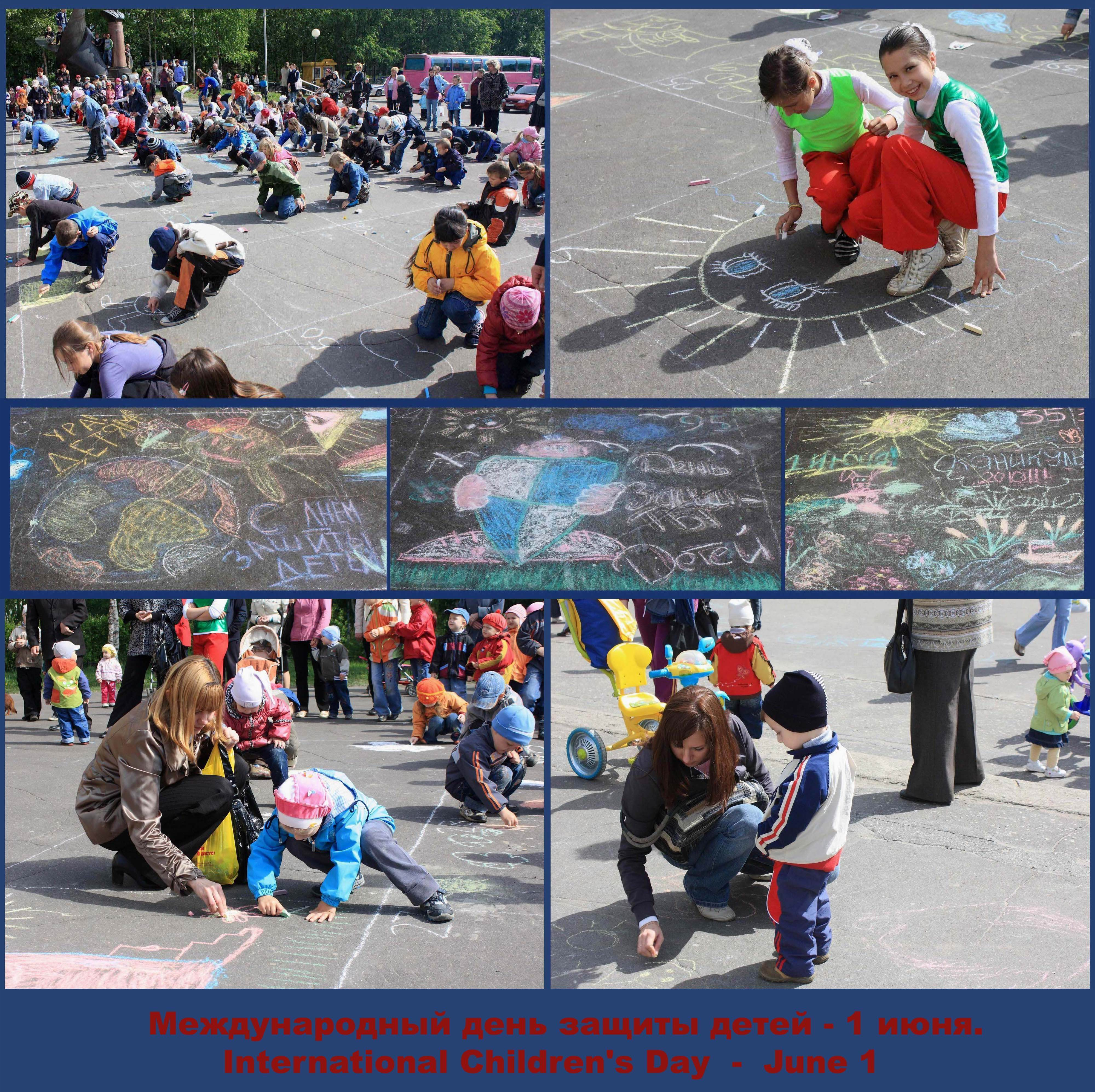
Kindertag in der russischen Stadt Sewerodwinsk, 1. Juni 2010

Der Kindertag, auch Weltkindertag, Internationaler Kindertag oder Internationaler Tag des Kindes, ist ein in über 145 Staaten der Welt begangener Tag, um auf die besonderen Bedürfnisse der Kinder und speziell auf die Kinderrechte aufmerksam zu machen. Ziel des Tages ist, Themen wie Kinderschutz und Kinderrechte in das öffentliche Bewusstsein zu rücken. In den sozialistischen Ländern wurde der Kindertag als „Kampftag für die glückliche und friedliche Zukunft aller Kinder“ bezeichnet.
Es gibt kein einheitliches Datum. In über 40 Staaten, wie in China, in vielen mittel- und osteuropäischen Ländern sowie Nachfolgestaaten der Sowjetunion wird am 1. Juni der Internationale Kindertag begangen. In Deutschland und Österreich wird am 20. September der Weltkindertag ausgerichtet, aber auch der 1. Juni als Internationaler Kindertag gefeiert.
Die Vereinten Nationen begehen den Weltkindertag am 20. November als Internationalen Tag der Kinderrechte, dem Jahrestag, an dem die UN-Vollversammlung die Kinderrechtskonvention von 1989 verabschiedete; auch diesem Datum haben sich viele Staaten angeschlossen.

## Geschichte
Erste Ideen reichen bis zum Anfang des 20. Jahrhunderts zurück und sind eng mit der Entwicklung der Kinderrechte verbunden. 1902 veröffentlichte die schwedische Reformpädagogin Ellen Key ihr Buch Jahrhundert des Kindes, womit sie den Schutz, die Bedürfnisse und Rechte der Kinder in das Blickfeld einer zunehmend aufgeklärten Öffentlichkeit rückte.
„Dabei war es nicht etwa ein Staat Westeuropas, sondern die Türkei, die 1920 als erstes Land einen Kindertag einführte“, zeitgleich mit der Staatsgründung. Seit 1921 begeht die Türkei den Tag des Kindes (Ulusal Egemenlik ve Çocuk Bayramı) am 23. April.
Aufgerüttelt durch das massenhafte Elend der Flüchtlingskinder vor allem in Osteuropa nach dem Ersten Weltkrieg gründete die englische Grundschullehrerin Eglantyne Jebb das britische Komitee „Save the Children“. Überzeugt von der Notwendigkeit, für die Interessen des Kindes einzutreten, entwarf sie ein Fünf-Punkte-Programm, das sie 1923 an den Völkerbund in Genf schickte. Diese Charta – bekannt als Genfer Erklärung – wurde am 24. September 1924 von der Generalversammlung des Völkerbundes verabschiedet. Auch wenn es bei dieser Erklärung vor allem um den Schutz und das Wohl der Kinder ging, enthielt sie mit dem Artikel 5 ein wichtiges Element des sozialistisch geprägten internationalen Kindertages: „Das Kind soll in dem Gedanken erzogen werden, seine besten Kräfte in den Dienst seiner Mitmenschen zu stellen.“ Im Zuge dieser und weiterer Entwicklungen führten einige Staaten einen entsprechenden Tag ein. In Deutschland propagierte vor allem die Arbeiterbewegung einen Kindertag. Als 1931 in Wien die 2. Internationale Arbeiterolympiade stattfand, begannen die Feierlichkeiten am 19. Juli mit einem „Fest des Kindes“ und es wurde ein Internationaler Kindertag ausgerufen. Wegen der politischen Verhältnisse wurde dieser Aktionstag als sozialistische Propaganda angesehen.

Mit der Gründung der UNO am 26. Juni 1945 und der darauffolgenden Auflösung des Völkerbundes 1946 wurde die Genfer Erklärung nicht übernommen und verlor somit ihre völkerrechtliche Grundlage.

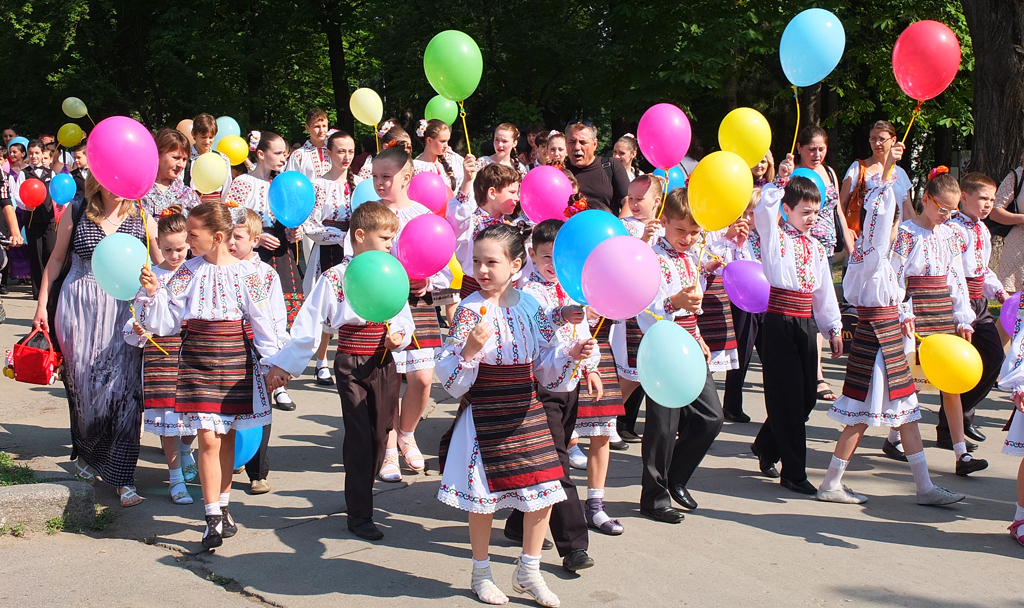
Internationaler Kindertag 2012 in Chisinau, Moldau

### Internationaler Kindertag, 1. Juni
Die Einrichtung eines internationalen, jährlich stattfindenden Kindertages wurde im Dezember 1948 in einer Resolution des in Budapest tagenden 2. Weltkongresses der Internationalen Demokratischen Frauenföderation (IDFF) vorgeschlagen. Auf der Ratstagung der IDFF im November 1949 in Moskau wurde dann der 1. Juni als Datum des Kindertags festgelegt. Der ebenfalls sozialistisch ausgerichtete Weltbund der Demokratischen Jugend schloss sich dieser Idee im Januar 1950 an. Der erste internationale Tag des Kindes wurde noch im selben Jahr am 1. Juni begangen und etablierte sich gleichzeitig oder kurz darauf in vielen sozialistischen Ländern.
Die Gründe für die Wahl des 1. Juni sind nicht mehr klar greifbar. Möglicherweise geht es auf zwei Ereignisse zurück. Zum einen fingen wohl die Konferenzen von 1924 bereits im Juni an und man bezog sich auf ein entsprechendes Datum. Zum anderen besagt eine Theorie, dass dies auf einen chinesischen Konsul in San Francisco zurückgeht, der anlässlich des chinesischen Drachenbootfestes Anfang Juni ein Fest für Waisenkinder in der amerikanischen Westküstenstadt veranstaltete. Anfänglich und in den offiziellen Schriften der sozialistischen Länder war der Kindertag – analog zum Internationalen Frauentag – ein „Kampftag für die glückliche und friedliche Zukunft aller Kinder“ weltweit.

### Weltkindertag
Als die Geburtsstunde des UN-Weltkindertages gilt der 21. September 1954. An diesem Tag empfahl die 9. Vollversammlung der UNO ihren Mitgliedsstaaten die Einrichtung eines weltweiten Kindertages. So sollte
- der Einsatz für die Rechte der Kinder gefördert werden sowie
- die Freundschaft unter den Kindern und Jugendlichen.
- Außerdem sollten sich die Regierungen einmal im Jahr öffentlich verpflichten, die Arbeit des Kinderhilfswerks der Vereinten Nationen UNICEF zu unterstützen.[8]

Die Staatengemeinschaft beauftragte UNICEF mit der Ausrichtung dieses weltweiten Tages. Damit griffen die Vereinten Nationen sowohl den Vorschlag auf, den die amerikanische Organisation International Union for Child Welfare unterbreitete, die bereits 1952 für einen weltweiten Kindertag plädierte, als auch trugen sie dem Umstand Rechnung, dass sich in den sozialistischen Staaten schon seit 1950 ein internationaler Kindertag (1. Juni) zu etablieren begann. Die Wahl eines geeigneten Datums wurde jedem UN-Mitglied freigestellt, ebenso der Schwerpunkt und die Art und Weise.
Am 29. November 1959 wurde von der Generalversammlung der UN die „Erklärung der Rechte des Kindes“ – 35 Jahre nach der Genfer Erklärung – einstimmig verabschiedet, aber noch immer nicht völkerrechtlich bindend. 1979 wurde von der UN das gesamte Jahr zum Internationalen Jahr des Kindes erklärt. Im Zuge dessen wurde auf polnische Initiative hin eine Kommission eingesetzt, die eine Kinderrechtskonvention erarbeiten sollte. Weitere zehn Jahre später, 1989, wurde das „Übereinkommen über die Rechte des Kindes“ völkerrechtsverbindlich von der UN-Vollversammlung verabschiedet. Das Datum, der 20. November, wird seitdem von den UN als Internationaler Tag der Kinderrechte gefeiert.

## Deutschland

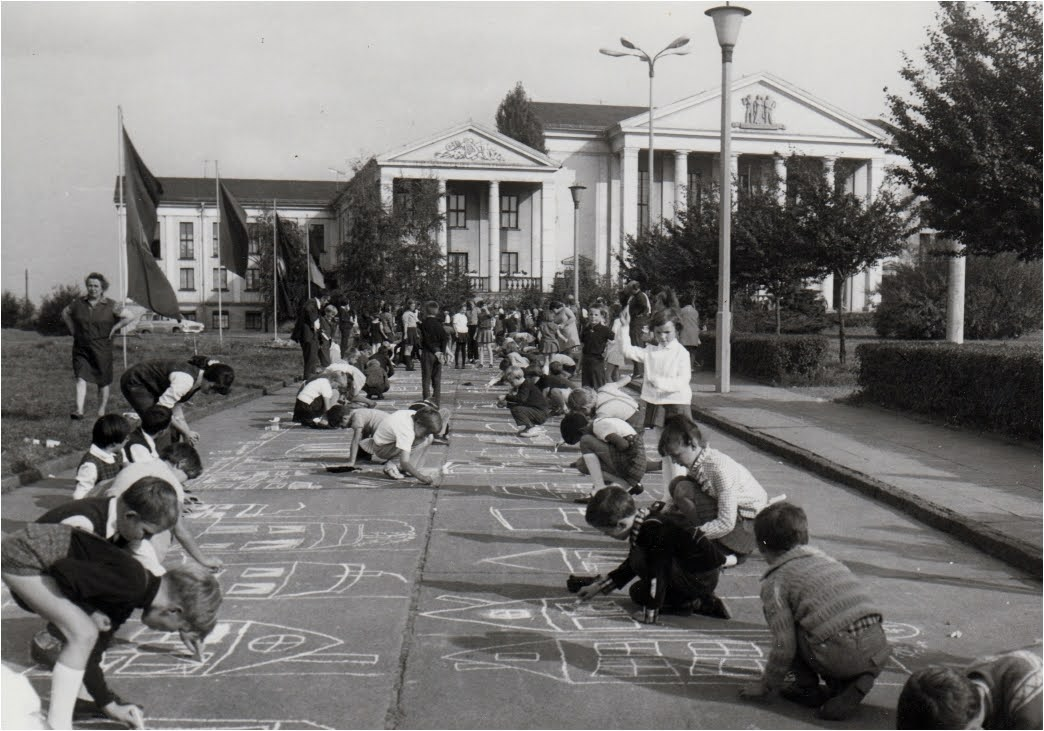
Kindertag während der 1960er in der DDR

### Internationaler Kindertag in der Deutschen Demokratischen Republik, 1. Juni
Nach sowjetischem Vorbild führte die DDR den Kindertag im ersten Jahr ihres Bestehens ein. Er wurde als „Kampftag für die glückliche und friedliche Zukunft aller Kinder“ verstanden.
Anlässlich des ersten Kindertages 1950 wurde in Dresden die Kindereisenbahn eröffnet. Am 1. Juni fand auch kein regulärer Unterricht statt. In Schulen und Kindergärten wurden Kinderfeste veranstaltet. Es gab Kinder- bzw. Pionierfeste, Veranstaltungen mit Gratulationen und kleinen Geschenken von den Eltern, Lehrern und Erziehern. In Schulen und Kindereinrichtungen wurde der Tag mit Umzügen, Spielveranstaltungen und festlichen Programmen gestaltet.

### Weltkindertag in der Bundesrepublik Deutschland, 20. September
Mit der Verabschiedung der Resolution von 1954 wählte die Bundesrepublik Deutschland den 20. September als Weltkindertag. Abgesehen von vereinzelten Aktionen und Festen wurde dieser Tag von der Bevölkerung kaum wahrgenommen. Regelmäßige Aktionen mit Kinderfesten und politischen Forderungen wurden z. B. von der Deutschen Sektion der UNICEF und vom Deutschen Kinderschutzbund durchgeführt.

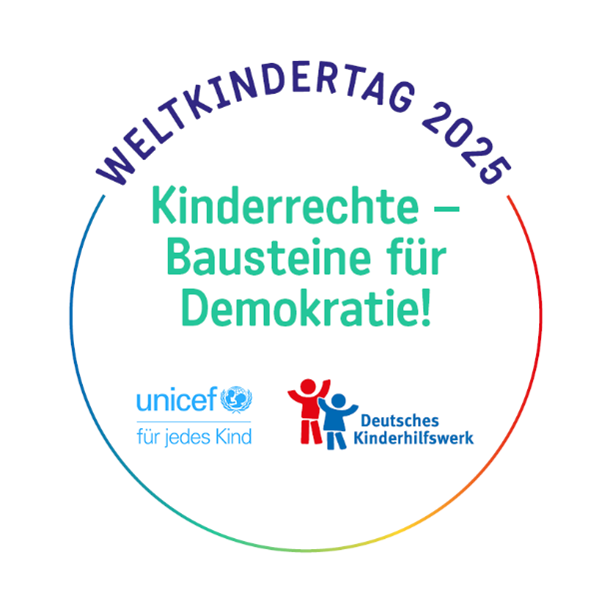
Das Motto des Weltkindertages 2025 lautet „Kinderrechte – Bausteine für Demokratie!“.

Erst als das Deutsche Kinderhilfswerk 1989, im Zuge der Unterzeichnung der Kinderrechtskonvention, den Weltkindertag mit einem Kinderfest in Bonn feierte, wuchs die Bedeutung dieses Datums wieder an. Fortan gab es von der Bundesregierung bzw. -Ministerien jährliche Pressemitteilungen. Das Motto des Weltkindertages in Deutschland geben das Deutsche Kinderhilfswerk und UNICEF Deutschland jedes Jahr gemeinsam bekannt. 2025 lautet es „Kinderrechte – Bausteine für Demokratie“.

### Entwicklung im wiedervereinigten Deutschland
In fast jeder größeren deutschen Stadt werden zum Kindertag Kinderfeste gefeiert, oft von freien Trägern der Jugendhilfe, Kinderschutzorganisationen und Kommunen gemeinsam. Das größte Fest mit über 100.000 Besuchern fand bis 2019 in der Hauptstadt Berlin auf dem Potsdamer Platz um den 20. September statt. Organisiert wurde es vom Deutschen Kinderhilfswerk. Wegen der Corona-Pandemie und den damit verbundenen Einschränkungen wurde das Fest ab 2020 ausgesetzt. Als zentrale Festveranstaltung zum Weltkindertag übernahm jährlich ein bedeutender Politiker die Schirmherrschaft; in den Jahren 2011 bis 2013 war es der jeweilige Bundespräsident, seit 2014 war es die Familienministerin.
Beim Datum war die Republik bis 2018 noch immer klar zweigeteilt: In den alten Bundesländern feierte man am 20. September den Weltkindertag, in den neuen Bundesländern traditionell den 1. Juni als Internationalen Kindertag. In Berlin findet das größte Kindertagsfest um den 1. Juni auf dem Alexanderplatz statt. Die Veranstaltung zum 1. Juni im Freizeit- und Erholungszentrum Wuhlheide wird auch von den beiden Hauptträgern des Weltkindertagfestes Unicef und Deutsches Kinderhilfswerk unterstützt.
Am 28. Februar 2019 beschloss der Thüringer Landtag mit den Stimmen der rot-rot-grünen Mehrheit, dass der Weltkindertag am 20. September in Thüringen ein gesetzlicher Feiertag ist.

## Österreich
In Österreich wird der Kindertag (meist Weltkindertag genannt, um Verwechslungen mit dem Unschuldigen Kindertag zu vermeiden) seit 1953 (damals im Oktober) am 20. September gefeiert.
Laut UNICEF ist der Weltkindertag „Anlass für Informationen, Diskussionen und Gedanken über die Situation aller Kinder dieser Welt“. Nach Umfragen will man hier nicht nur der Kinder in schlechten Situationen gedenken, sondern auch Kinder ehren und feiern.
Seit 2013 wird er wie in Deutschland am 1. Juni als „Internationaler Kindertag“ gefeiert. Viele Spielwaren-Fachgeschäfte laden (seit 2013) an diesem Tag Kinder und ihre Eltern zu Aktivitäten ein. In manchen Schulen und ähnlichen Einrichtungen werden jedoch, wie in Deutschland, Feste und Umzüge veranstaltet.

## Der Kindertag weltweit
| Land und Regionen       | Details |
| Albanien                | In Albanien wird der Kindertag am 1. Juni gefeiert. |
| Argentinien             | In Argentinien ist am zweiten Sonntag im August Kindertag. |
| Bolivien                | Der Bolivianische Kindertag (Dia del niño) wird am 12. April gefeiert. |
| Brasilien               | In Brasilien wird der Kindertag am 12. Oktober zusammen mit dem Tag der Marienerscheinung Nossa Senhora da Imaculada Conceição Aparecida in Aparecida gefeiert. |
| Bulgarien               | In Bulgarien wird der Den na deteto (Ден на детето – Tag des Kindes) am 1. Juni gefeiert. |
| China                   | In der Volksrepublik China wird der Kindertag (儿童节, ér tóng jié) am 1. Juni gefeiert. |
| Chile                   | In Chile wird der Kindertag am 1. Sonntag im August gefeiert. |
| Finnland                | In Finnland wird der Kindertag am 20. November gefeiert. |
| Indien                  | In Indien feiert man am 14. November den Geburtstag Jawaharlal Nehrus als Kindertag. |
| Japan                   | In Japan wird der Kindertag bzw. das Knabenfest (こどもの日 Kodomo no hi) am 5. Mai gefeiert. Ursprünglich hieß der Tag Tango no sekku (端午の節句) und war ein Festtag ausschließlich für Jungen. 1948 änderte sich die Bedeutung hin zu einem Tag, an dem allen Kindern Glück und Gesundheit gewünscht wird. |
| Kanada                  | In Kanada ist am 1. Juni Kindertag. |
| Kosovo                  | Im Kosovo wird der Kindertag am 1. Juni gefeiert. |
| Kuba                    | In Kuba feiert man seit 1974 den Kindertag (Día del Niño) am dritten Sonntag im Juli. |
| Mexiko                  | In Mexiko wird der Día del Niño am 30. April gefeiert. |
| Paraguay                | In Paraguay gilt seit 1948 der 16. August als Kindertag. Dieses Datum wurde in Erinnerung an die Schlacht von Campo Grande, auch Acosta Ñu, vom 16. August 1869 gewählt, in der tausende Kinder als Soldaten eingesetzt und getötet wurden. |
| Polen                   | In Polen wird der Dzień Dziecka am 1. Juni gefeiert. |
| Portugal                | In Portugal wird der Dia da Criança am 1. Juni gefeiert. |
| Rumänien                | In Rumänien feiert man Ziua Copilului am 1. Juni. Dieser Tag ist ein arbeitsfreier gesetzlicher Feiertag. |
| Russland                | In Russland wird am 1. Juni der „Internationale Kinderschutztag“ (Международный день защиты детей) gefeiert. |
| Slowakei und Tschechien | In der Slowakei und in Tschechien wird der Kindertag am 1. Juni gefeiert. |
| Südkorea                | Der Südkoreanische Kindertag (어린이날; Eorininal), seit dem 1. Mai 1923 gefeiert, wurde 1975 als offizieller Feiertag eingeführt. Er ist am 5. Mai und üblicherweise besuchen Familien an diesem Tag kinderfreundliche Vergnügungseinrichtungen wie Zoos oder Freizeitparks. |
| Spanien                 | In Spanien wird der Kindertag am zweiten Sonntag im Mai gefeiert. Er heißt Día del Niño. |
| Taiwan                  | In Taiwan wird der Kindertag am 4. April als gesetzlicher Feiertag gefeiert. Falls das Qingming-Fest auf den 4. April fällt, wird der Kindertag am 3. April begangen. Falls der 4. April auf einen Donnerstag fällt, wird er am darauffolgenden Tag gefeiert. |
| Thailand                | In Thailand ist am zweiten Samstag im Januar Kindertag. |
| Türkei                  | In der Türkei wurde 1920 der 23. April als Feiertag namens „Tag des Kindes“ eingeführt. An dem Tag versammelte sich die Große Nationalversammlung in Ankara das erste Mal. Diese machte am nächsten Tag Mustafa Kemal, der 1934 den Ehrennamen Atatürk (Vater der Türken) erhielt, zu ihrem Vorsitzenden. Mustafa Kemal widmete den Kindern den 23. April unter dem Motto „Kinder von heute sind Erwachsene von morgen“. |
| Tunesien                | In Tunesien ist am 11. Januar Kindertag. |
| Ukraine                 | In der Ukraine wird der Kindertag ab 2025 am 20. November gefeiert. |
| Ungarn                  | In Ungarn ist der Kindertag der letzte Sonntag im Mai. |
| Vereinigte Staaten      | Der National Children’s Day wurde 1995 von Bill Clinton als 8. Oktober festgelegt. George W. Bush erklärte später den ersten Sonntag im Juni als National Child’s Day. Der Tag wird heute entweder am zweiten Sonntag im Juni oder am 8. Oktober begangen. |